# Henri Wald

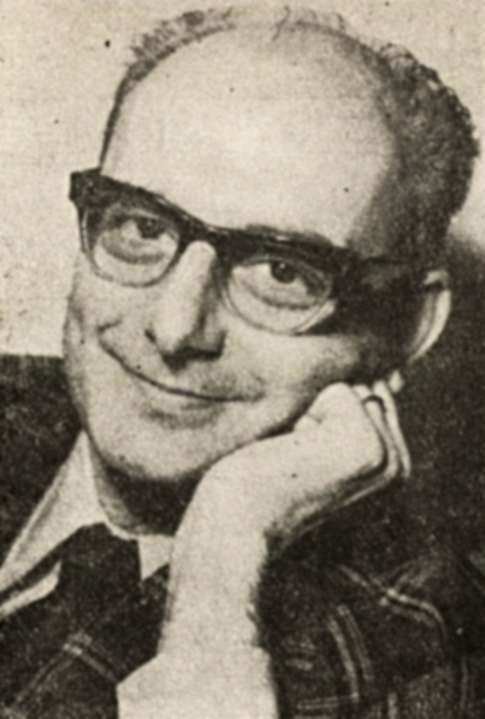
Henri Wald în 1978

Henri „Ricu” Wald (n. 31 octombrie 1920, București, România – d. 14 iulie 2002, București, România) cunoscut și ca Henry Wald, a fost profesor universitar, autor, filozof, publicist, logician, eseist și scriitor de non-ficțiune român.

## Biografie

### Viață timpurie
Wald s-a născut într-o familie de mici negustori din București, capitala României. Conform propriilor sale afirmații, inclusiv din volumul memorialistic Confesiuni (1998), Wald a devenit interesat în filosofie la vârsta de 16 ani, ca urmare a unei lecturi date de unul din profesorii săi. A fost nevoit să părăsească școala de stat, în speță liceul, în 1940, din cauza unei legi discriminatorii a timpurilor. Totuși, Wald a putut studia în continuare la un colegiu privat dedicat studenților evrei.

### Carieră
În timpul celui de-al Doilea Război Mondial, Wald a servit într-un detașament de muncă forțată din cauza faptului că era evreu.
Din punct de vedera al opiniilor sale politice, Wald a fost comunist și „antifascist radical.”
Henri Wald a început să publice în septembrie 1944 în ziarul Tribuna poporului (ortografiat și ca Tribuna Poporului). În plus, a mai contribuit și la mai multe periodice de stânga și la unele publicații culturale.
Viitorul filozof și logician a absolvit Facultatea de Filosofie a Universității din București în 1946, după ce a scris ca teză de dizertație lucrarea de diplomă intitulată Mentalitatea mic-burgheză. Ulterior, Wald a devenit profesor de filozofie la București în 1948, funcție pe care a ocupat-o până în 1962 (când ar fi fost concediat din cauza opoziției sale față de poziția oficială de „naționalist-comunistă” a guvernului român de atunci). Wald a lucrat și în alte instituții de învățământ până la pensionarea sa, survenită în 1983.
Datorită angajamentelor sale politice față de ideologia comunistă, Wald a lucrat și în departamentul de propagandă pentru regimul comunist român de la sfârșitul anilor 1940 și începutul anilor 1950.
Către ultimii ani ai vieții sale, Wald a devenit semnificativ mai apropiat de iudaism, despre care credea și afirma că era una din „matricile gândirii umane.” Târziu în viața sa, Societatea Română de Radiodifuziune, prin departamentul său numit Centrul de istorie orală i-a acordat un interviu, în care s-a discutat despre activitatea profesională, amintirile lui Henri Wald și istoria vieții sale.
Henri Wald a decedat în 2002, la vârsta de 82 de ani.

## Lista lucrărilor sale (posibil incompletă)
- Wald, Henri – Rolul limbajului în formarea și dezvoltarea ideilor, Editura Academiei, Bucuresti, 1957
- Wald, Henri – Introducere în logica dialectică, Editura Academiei, 1959
- Wald, Henri – Structura logică a gîndirii,, Editura Științifică, Bucuresti, 1962
- Wald, Henri – Elemente de epistologie generală, Editura Stiintifică, Bucuresti, 1967
- Wald, Henri – Realitate si limbaj, Editura Academiei, 1968
- Wald, Henri – Homo significans, Editura Enciclopedică, Bucuresti, 1970
- Wald, Henri – Limbaj si valoare, Editura Enciclopedică Română, Bucuresti, 1973
- Wald, Henri – Ideea vine vorbind, Cartea Românească, București, 1983 (ediția intai)
- Wald, Henri – Ideea vine vorbind, Cartea Românească, București, 1986 (ediția a doua)
- Wald, Henri – Tensiunea gândirii, Cartea Românească, București, 1991
- Wald, Henri – Confesiuni, Editura Hasefer, 1998